# جیم ورارس
جیم ورارس (انگلیسی: Jim Verraros؛ زادهٔ ۸ فوریهٔ ۱۹۸۳) موسیقی‌دان، خواننده، بازیگر و رقصنده اهل ایالات متحده آمریکا است. او با شرکت در فصل یکم امریکن آیدن معروف شد. او در آن فصل مقام نهم را به دست آورد. ورارس نخستین شرکت‌کننده در امریکن آیدل است که همجنسگرا بودنش را آشکارسازی کرد. او بین سال‌های ۲۰۰۲ تا ۲۰۱۱ میلادی فعالیت می‌کرد.